# Карельская митрополия
Каре́льская митропо́лия — митрополия Русской православной церкви, образованная в пределах Карелии. Объединяет Петрозаводскую и Костомукшскую епархии.

## История
Митрополия образована решением Священного Синода Русской православной церкви от 29 мая 2013 года. Главой митрополии назначен правящий архиерей Петрозаводской епархии.

### Митрополиты
- Мануил (Павлов) (29 мая 2013 года — 7 марта 2015 года).
- Константин (Горянов) (с 5 мая 2015 года)[2].

## Состав
В митрополию включены 2 епархии.

### Петрозаводская епархия
Территория — города Петрозаводск и Сортавала, а также Кондопожский, Лахденпохский, Медвежьегорский, Олонецкий, Питкярантский, Прионежский, Пряжинский, Пудожский и Суоярвский районы.
Правящий архиерей — митрополит Константин (Горянов) (с 5 мая 2015 года).

### Костомукшская епархия
Территория — город Костомукша, а также Беломорский, Калевальский, Кемский, Лоухский, Муезерский и Сегежский районы.
Правящий архиерей — епископ Борис (Баранов) (с 25 августа 2020 года).